# Сборная Китая по теннису в Кубке Дэвиса
Сборная Китая по теннису в Кубке Дэвиса — национальная мужская сборная команда, представляющая Китай в Кубке Дэвиса — центральном мужском теннисном турнире на уровне национальных сборных. Участвует в турнире с 1924 года. Сборная не принимала участие в соревнованиях в 1946-1983 годах.
В настоящее время сборная Китая находится в зоне Азия/Океания, в группе I. Сборная никогда не участвовала в Мировой Группе, но в 1990 году была участником плей-офф Мировой Группы.

## Состав сборной (2018)
- У Ди
- Ву Жибин
- Гун Маосинь
- Цзе Чжан

## Недавние матчи
| Дата                | Уровень                              | Место            | Состав                                  | Соперники        | Счёт |
| ------------------- | ------------------------------------ | ---------------- | --------------------------------------- | ---------------- | ---- |
| 14—15 сентября 2019 | 1-й круг I Азиатско-океанской группы | Гуйян, Китай     | Цзе Ли, Цзе Чжан, Янь Бай, Гун Маосинь  | Республика Корея | 1:3  |
| 1—2 февраля 2019    | Квалификация Мировой группы          | Гуанчжоу, Китай  | Цзе Ли, Цзе Чжан, Гун Маосинь, Ву Жибин | Япония           | 2:3  |
| 7—9 апреля 2018     | 2-й круг I Азиатско-океанской группы | Тяньцзинь, Китай | Ву Жибин, Цзе Чжан, Гун Маосинь, У Ди   | Индия            | 2:3  |